# 2021年のナショナルリーグチャンピオンシップシリーズ
2021年の野球において、メジャーリーグベースボール（MLB）のポストシーズンは10月5日に開幕した。ナショナルリーグの第52回リーグチャンピオンシップシリーズ（英語: 52nd National League Championship Series、以下「リーグ優勝決定戦」と表記）は、16日から23日にかけて計6試合が開催された。その結果、アトランタ・ブレーブス（東地区）がロサンゼルス・ドジャース（西地区）を4勝2敗で下し、22年ぶり18回目のリーグ優勝および10回目のワールドシリーズ進出を果たした。
両球団がポストシーズンで対戦するのは、前年のリーグ優勝決定戦に次いで2年連続5度目。ブレーブスが最初の2試合に連勝し、3勝1敗でシリーズ制覇へ先に王手をかけるという展開は、前年のシリーズと同じだった。ただ、前年はドジャースがそこから3連勝で逆転したのに対し、今シリーズはブレーブスが6戦目に勝利し逆転を阻止した。シリーズMVPには、第2戦でのサヨナラ安打や第6戦での決勝3点本塁打など6試合で計14安打を放ち、打率.560・3本塁打・9打点・OPS 1.647という成績を残したブレーブスのエディ・ロザリオが選出された。このあとブレーブスは、ワールドシリーズでもアメリカンリーグ王者ヒューストン・アストロズを4勝2敗で下し、26年ぶり4度目の優勝を成し遂げた。
2021年、MLB機構が非銀行系住宅ローン会社のローンデポと契約を締結し、同社はこの年から5年間リーグ優勝決定戦の冠スポンサーとなった。これにより、大会名はナショナルリーグチャンピオンシップシリーズ presented by ローンデポ（英語: National League Championship Series presented by loanDepot）となる。

## 両チームの2021年
10月12日にまずブレーブス（東地区優勝）が、そして14日にはドジャース（西地区2位＝第1ワイルドカード）が、それぞれ地区シリーズ突破を決めてリーグ優勝決定戦へ駒を進めた。
ブレーブスはシーズン開幕から4連敗を喫し、その後も勝率.500をなかなか超えられないまま、前半戦は44勝45敗と負け越した。その間の5月には、捕手トラビス・ダーノーが左手親指靭帯損傷で故障者リスト入りし、左翼手マーセル・オズナはドメスティックバイオレンスで逮捕され休職に追い込まれる。さらに前半戦終了前日にも、右翼手ロナルド・アクーニャ・ジュニアが右膝前十字靭帯断裂の大怪我を負ってシーズンを終えた。ただ、こうして打線の主軸が相次いで戦列を離れながらも、東地区の勝ち星が他地区より伸びなかったため、地区首位ニューヨーク・メッツとのゲーム差は4.0と挽回可能な程度にとどまっていた。7月30日のトレード期限までには外野手の補強を重点的に行い、ジョク・ピーダーソン、ホルヘ・ソレア、アダム・デュバル、エディ・ロザリオを立て続けに獲得する。翌31日から6戦5勝で初めて勝率.500を超えると、8月15日には地区首位に浮上した。後半戦はメッツが29勝45敗と失速したこともあり、9月30日にブレーブスの地区4連覇が決まった。平均得点4.91はリーグ3位、防御率3.89はリーグ4位。オースティン・ライリーの成長などで故障者の穴を埋めた打線や、チャーリー・モートンとマックス・フリードを中心とする投手陣の頑張りに加え、5月下旬から守備シフトを積極的に用いるようになったことも功を奏した。地区シリーズではミルウォーキー・ブルワーズを3勝1敗で下した。
ドジャースは前年ワールドシリーズ制覇後、オフにはFAで先発投手トレバー・バウアーを加えた。2021年は開幕15戦で13勝したものの、続く20試合では一転して5勝にとどまり、勝ち越しを1にまで減らす。その間に地区首位の座をサンフランシスコ・ジャイアンツに奪われ、復調後はジャイアンツを追う展開となった。7月上旬にバウアーが性的暴行疑惑で休職したほか、故障離脱者や成績不振者も相次ぐが、数年来の選手層の厚さでこの年も穴を埋め、勝利を重ねていった。前半戦終了時点ではMLB全30球団中2位の56勝35敗まで成績を上げたが、それでもジャイアンツには2.0ゲーム差離された。トレード期限までに先発投手マックス・シャーザーと内野手トレイ・ターナーを補強すると、9月1日の試合ではシャーザーが6回無失点、T・ターナーが二塁打から同点のホームを踏む活躍で勝利し、4月28日以来となる地区首位に浮上した。だが、翌々日からのジャイアンツとの直接対決3連戦に負け越して再逆転を許し、レギュラーシーズン最終日の10月3日にジャイアンツに地区優勝をさらわれて、ワイルドカードへまわることが決まった。平均得点5.12と防御率3.03のいずれもリーグ最高。地区優勝を逃したとはいえ、レギュラーシーズン106勝は球団史上最多タイ記録だった。ワイルドカードゲームではセントルイス・カージナルスに3－1でサヨナラ勝利し、地区シリーズではジャイアンツに3勝2敗で雪辱した。
リーグ優勝決定戦の第1・2・6・7戦を本拠地で開催できる "ホームフィールド・アドバンテージ" は、地区優勝球団どうしが対戦する場合はレギュラーシーズンの勝率がより高いほうの球団に、地区優勝球団とワイルドカード球団が対戦する場合は地区優勝球団に与えられる。したがって今シリーズでは、ブレーブスがアドバンテージを得る。この年のレギュラーシーズンでは両球団は6試合対戦し、ドジャースが4勝2敗と勝ち越していた。前述の、ドジャースが一時地区首位に立った9月1日の試合もブレーブス戦で、このときはドジャースが本拠地で8月30日からの3連戦を全勝している。

## ロースター
両チームの出場選手登録（ロースター）は以下の通り。
- 名前の横の★はこの年のオールスターゲームに選出された選手を、＃はレギュラーシーズン開幕後に入団した選手を示す。
- 年齢は今シリーズ開幕時点でのもの。

| アトランタ・ブレーブス | アトランタ・ブレーブス | アトランタ・ブレーブス | アトランタ・ブレーブス   | アトランタ・ブレーブス | アトランタ・ブレーブス | アトランタ・ブレーブス | ロサンゼルス・ドジャース | ロサンゼルス・ドジャース | ロサンゼルス・ドジャース | ロサンゼルス・ドジャース    | ロサンゼルス・ドジャース | ロサンゼルス・ドジャース | ロサンゼルス・ドジャース |
| 守備位置               | 背番号                 | 出身                   | 選手                     | 投                     | 打                     | 年齢                   | 守備位置                 | 背番号                   | 出身                     | 選手                        | 投                       | 打                       | 年齢                     |
| ---------------------- | ---------------------- | ---------------------- | ------------------------ | ---------------------- | ---------------------- | ---------------------- | ------------------------ | ------------------------ | ------------------------ | --------------------------- | ------------------------ | ------------------------ | ------------------------ |
| 投手                   | 36                     | アメリカ合衆国の旗     | イアン・アンダーソン     | 右                     | 右                     | 23                     | 投手                     | 52                       | アメリカ合衆国の旗       | フィル・ビックフォード＃    | 右                       | 右                       | 26                       |
| 投手                   | 60                     | アメリカ合衆国の旗     | ジェシー・チャベス＃     | 右                     | 右                     | 38                     | 投手                     | 63                       | アメリカ合衆国の旗       | ジャスティン・ブルール      | 左                       | 左                       | 24                       |
| 投手                   | 54                     | アメリカ合衆国の旗     | マックス・フリード       | 左                     | 左                     | 27                     | 投手                     | 21                       | アメリカ合衆国の旗       | ウォーカー・ビューラー★     | 右                       | 右                       | 27                       |
| 投手                   | 77                     | アメリカ合衆国の旗     | ルーク・ジャクソン       | 右                     | 右                     | 30                     | 投手                     | 26                       | アメリカ合衆国の旗       | トニー・ゴンソリン          | 右                       | 右                       | 27                       |
| 投手                   | 74                     | アメリカ合衆国の旗     | ディラン・リー＃[※1]     | 左                     | 左                     | 27                     | 投手                     | 48                       | ベネズエラの旗           | ブルスダー・グラテロル      | 右                       | 右                       | 23                       |
| 投手                   | 55                     | アメリカ合衆国の旗     | クリス・マーティン       | 右                     | 右                     | 35                     | 投手                     | 74                       | キュラソー島の旗         | ケンリー・ジャンセン        | 右                       | 両                       | 34                       |
| 投手                   | 68                     | アメリカ合衆国の旗     | タイラー・マツェック     | 左                     | 左                     | 30                     | 投手                     | 17                       | アメリカ合衆国の旗       | ジョー・ケリー[※4]          | 右                       | 右                       | 33                       |
| 投手                   | 33                     | アメリカ合衆国の旗     | A.J.ミンター             | 左                     | 左                     | 28                     | 投手                     | 46                       | アメリカ合衆国の旗       | コーリー・クネイブル        | 右                       | 右                       | 29                       |
| 投手                   | 50                     | アメリカ合衆国の旗     | チャーリー・モートン     | 右                     | 右                     | 37                     | 投手                     | 59                       | アメリカ合衆国の旗       | エバン・フィリップス＃      | 右                       | 右                       | 27                       |
| 投手                   | 51                     | アメリカ合衆国の旗     | ウィル・M・スミス        | 左                     | 右                     | 32                     | 投手                     | 33                       | アメリカ合衆国の旗       | デビッド・プライス[※4]      | 左                       | 左                       | 36                       |
| 投手                   | 18                     | アメリカ合衆国の旗     | ドリュー・スマイリー     | 左                     | 左                     | 32                     | 投手                     | 31                       | アメリカ合衆国の旗       | マックス・シャーザー★＃     | 右                       | 右                       | 37                       |
| 投手                   | 71                     | アメリカ合衆国の旗     | ジェイコブ・ウェブ       | 右                     | 右                     | 28                     | 投手                     | 49                       | アメリカ合衆国の旗       | ブレイク・トレイネン        | 右                       | 右                       | 33                       |
| 投手                   | 19                     | ドミニカ共和国の旗     | ワスカル・イノア[※1]     | 右                     | 右                     | 23                     | 投手                     | 7                        | メキシコの旗             | フリオ・ウリアス            | 左                       | 左                       | 25                       |
| 捕手                   | 24                     | ベネズエラの旗         | ウィリアム・コントレラス | 右                     | 右                     | 23                     | 投手                     | 51                       | アメリカ合衆国の旗       | アレックス・ベシア          | 左                       | 左                       | 25                       |
| 捕手                   | 16                     | アメリカ合衆国の旗     | トラビス・ダーノー       | 右                     | 右                     | 32                     | 捕手                     | 15                       | アメリカ合衆国の旗       | オースティン・バーンズ      | 右                       | 右                       | 31                       |
| 内野手                 | 1                      | キュラソー島の旗       | オジー・アルビーズ★      | 右                     | 両                     | 24                     | 捕手                     | 16                       | アメリカ合衆国の旗       | ウィル・D・スミス           | 右                       | 右                       | 26                       |
| 内野手                 | 9                      | ベネズエラの旗         | オーランド・アルシア＃   | 右                     | 右                     | 27                     | 内野手                   | 29                       | アメリカ合衆国の旗       | アンディ・バーンズ＃[※2]    | 右                       | 右                       | 31                       |
| 内野手                 | 17                     | パナマの旗             | ヨハン・カマルゴ         | 右                     | 両                     | 27                     | 内野手                   | 9                        | アメリカ合衆国の旗       | ギャビン・ラックス          | 右                       | 左                       | 23                       |
| 内野手                 | 5                      | アメリカ合衆国の旗     | フレディ・フリーマン★    | 右                     | 左                     | 32                     | 内野手                   | 55                       | ドミニカ共和国の旗       | アルバート・プホルス＃      | 右                       | 右                       | 41                       |
| 内野手                 | 27                     | アメリカ合衆国の旗     | オースティン・ライリー   | 右                     | 右                     | 24                     | 内野手                   | 5                        | アメリカ合衆国の旗       | コーリー・シーガー          | 右                       | 左                       | 27                       |
| 内野手                 | 7                      | アメリカ合衆国の旗     | ダンズビー・スワンソン   | 右                     | 右                     | 27                     | 内野手                   | 10                       | アメリカ合衆国の旗       | ジャスティン・ターナー★[※2] | 右                       | 右                       | 36                       |
| 外野手                 | 23                     | ベネズエラの旗         | エイーレ・アドリアンサ   | 右                     | 両                     | 32                     | 内野手                   | 6                        | アメリカ合衆国の旗       | トレイ・ターナー★＃         | 右                       | 右                       | 28                       |
| 外野手                 | 14                     | アメリカ合衆国の旗     | アダム・デュバル＃       | 右                     | 右                     | 33                     | 外野手                   | 45                       | アメリカ合衆国の旗       | マット・ベイティ            | 右                       | 左                       | 28                       |
| 外野手                 | 38                     | キューバの旗           | ギジェルモ・エレディア   | 左                     | 右                     | 30                     | 外野手                   | 35                       | アメリカ合衆国の旗       | コディ・ベリンジャー        | 左                       | 左                       | 26                       |
| 外野手                 | 25                     | ドミニカ共和国の旗     | クリスチャン・パチェ[※3] | 右                     | 右                     | 22                     | 外野手                   | 50                       | アメリカ合衆国の旗       | ムーキー・ベッツ★           | 右                       | 右                       | 29                       |
| 外野手                 | 22                     | アメリカ合衆国の旗     | ジョク・ピーダーソン＃   | 左                     | 左                     | 29                     | 外野手                   | 11                       | アメリカ合衆国の旗       | A.J.ポロック                | 右                       | 右                       | 33                       |
| 外野手                 | 8                      | プエルトリコの旗       | エディ・ロザリオ＃       | 右                     | 左                     | 30                     | 外野手                   | 18                       | アメリカ合衆国の旗       | スティーブン・スーザJr.＃   | 右                       | 右                       | 32                       |
| 外野手                 | 12                     | キューバの旗           | ホルヘ・ソレア＃[※3]     | 右                     | 右                     | 29                     | 外野手                   | 3                        | アメリカ合衆国の旗       | クリス・テイラー★           | 右                       | 右                       | 31                       |

※1  第3戦終了後にイノアが故障のためロースターを外れ、第4戦からはリーが代わりに登録された。
※2  第4戦終了後にJ・ターナーが故障のためロースターを外れ、第5戦からはAn・バーンズが代わりに登録された。
※3  第4戦終了後にソレアが新型コロナウイルス感染症（COVID-19）から復帰し、第5戦からはパチェがロースターを外れた。
※4  第5戦終了後にケリーが故障のためロースターを外れ、第6戦からはプライスが代わりに登録された。
ブレーブスは地区シリーズのロースターから投手と野手をひとりずつ入れ替え、ディラン・リーとテレンス・ゴアを外してクリス・マーティンとヨハン・カマルゴを加えた。ブレーブスは、地区シリーズの相手ミルウォーキー・ブルワーズ打線に対しては左投手のカーブが有効とみて、リーを同シリーズのロースターに入れていた。結局リーは登板機会がないまま、マーティンと入れ替わることになった。リーを抜いても、ブレーブスの救援投手陣にはタイラー・マツェックやA.J.ミンターなど、左投手が4人いる。ゴアとカマルゴはともにこの年レギュラーシーズンの大半を傘下マイナーリーグAAA級で過ごし、地区シリーズではゴアがロースター入りして第2戦に代走出場していた。カマルゴは複数のポジションを守れるうえ、スイッチヒッターであるという使い勝手の良さを買われた。
ドジャースは地区シリーズのロースターから野手をひとり減らす形で2枠を入れ替えることにし、投手のデビッド・プライスと野手のビリー・マッキニーに代えて、ともに投手のジャスティン・ブルールとエバン・フィリップスを登録した。地区シリーズでは、プライスは登板機会がなく、マッキニーは2試合に途中出場し1打数無安打だった。投手を増やしたのは、今シリーズ第1戦でドジャースが先発ローテーションの投手に先発登板させず、最初から救援投手だけで小刻みに継投する "ブルペン・デイ" を画策しているためである。当初はマックス・シャーザーの先発登板を予定していたが、そのシャーザーを地区シリーズ最終第5戦の9回裏に救援登板させたため、疲労を考慮して今シリーズでの先発登板は第2戦へスライドさせ、第1戦はコーリー・クネイブルから細かくつなぐことにした。

## 開幕前の予想
ESPNが自社の記者13人にどちらがシリーズを制するか予想させたところ、ドジャース勝利予想が11人に対しブレーブス勝利予想が2人という結果となった。CBSスポーツも同様の企画を記者4人で実施し、こちらでは4人全員がドジャースを支持した。『スポーツ・イラストレイテッド』の企画では、記者6人のうちブレーブス支持がひとりいたものの、残りの5人はドジャース勝利と予想した。

## 試合結果
2021年のナショナルリーグ優勝決定戦は10月16日に開幕し、途中に移動日を挟んで8日間で6試合が行われた。日程・結果は以下の通り。
| 日付                                                    | 試合  | ビジター球団（先攻）     | スコア | ホーム球団（後攻）       | 開催球場               | 開催球場                                      |
| ------------------------------------------------------- | ----- | ------------------------ | ------ | ------------------------ | ---------------------- | --------------------------------------------- |
| 10月16日（土）                                          | 第1戦 | ロサンゼルス・ドジャース | 2－3x  | アトランタ・ブレーブス   | トゥルーイスト・パーク | トゥルーイスト・ · パークドジャー・スタジアム |
| 10月17日（日）                                          | 第2戦 | ロサンゼルス・ドジャース | 4－5x  | アトランタ・ブレーブス   | トゥルーイスト・パーク | トゥルーイスト・ · パークドジャー・スタジアム |
| 10月18日（月）                                          |       | 移動日                   | 移動日 | 移動日                   |                        | トゥルーイスト・ · パークドジャー・スタジアム |
| 10月19日（火）                                          | 第3戦 | アトランタ・ブレーブス   | 5－6   | ロサンゼルス・ドジャース | ドジャー・スタジアム   | トゥルーイスト・ · パークドジャー・スタジアム |
| 10月20日（水）                                          | 第4戦 | アトランタ・ブレーブス   | 9－2   | ロサンゼルス・ドジャース | ドジャー・スタジアム   | トゥルーイスト・ · パークドジャー・スタジアム |
| 10月21日（木）                                          | 第5戦 | アトランタ・ブレーブス   | 2－11  | ロサンゼルス・ドジャース | ドジャー・スタジアム   | トゥルーイスト・ · パークドジャー・スタジアム |
| 10月22日（金）                                          |       | 移動日                   | 移動日 | 移動日                   |                        | トゥルーイスト・ · パークドジャー・スタジアム |
| 10月23日（土）                                          | 第6戦 | ロサンゼルス・ドジャース | 2－4   | アトランタ・ブレーブス   | トゥルーイスト・パーク | トゥルーイスト・ · パークドジャー・スタジアム |
| 優勝：アトランタ・ブレーブス（4勝2敗 / 22年ぶり18度目） |       |                          |        |                          |                        | トゥルーイスト・ · パークドジャー・スタジアム |

### 第1戦 10月16日
- トゥルーイスト・パーク（ジョージア州カンバーランド）

|                          | 1 | 2 | 3 | 4 | 5 | 6 | 7 | 8 | 9  | R | H  | E |
| ------------------------ | - | - | - | - | - | - | - | - | -- | - | -- | - |
| ロサンゼルス・ドジャース | 0 | 1 | 0 | 1 | 0 | 0 | 0 | 0 | 0  | 2 | 10 | 0 |
| アトランタ・ブレーブス   | 1 | 0 | 0 | 1 | 0 | 0 | 0 | 0 | 1x | 3 | 6  | 0 |

1. 勝利：ウィル・M・スミス（1勝）
2. 敗戦：ブレイク・トレイネン（1敗）
3. 本塁打
LAD：ウィル・D・スミス1号ソロ
ATL：オースティン・ライリー1号ソロ
4. 審判
［球審］トリップ・ギブソン
［塁審］一塁: ジェリー・ミールズ、二塁: ジェームズ・ホイ、三塁: マーク・カールソン
［外審］左翼: ランス・バークスデイル、右翼: トッド・ティチェナー
5. 試合開始時刻: 東部夏時間（UTC-4）午後8時8分  試合時間: 3時間4分  観客: 4万1815人  気温: 58°F（14.4°C）
詳細: MLB.com Gameday / ESPN.com / Baseball-Reference.com / FanGraphs

| ロサンゼルス・ドジャース | ロサンゼルス・ドジャース | ロサンゼルス・ドジャース | ロサンゼルス・ドジャース | ロサンゼルス・ドジャース                                                                             | アトランタ・ブレーブス | アトランタ・ブレーブス | アトランタ・ブレーブス | アトランタ・ブレーブス | アトランタ・ブレーブス                                                                                        |
| ------------------------ | ------------------------ | ------------------------ | ------------------------ | --- | ---------------------- | ---------------------- | ---------------------- | ---------------------- | --- |
| 打順                     | 守備                     | 選手                     | 打席                     | C・クネイブルW・D・スミスA・プホルスT・ターナーJ・ターナーC・シーガーA・ポロックC・テイラーM・ベッツ | 打順                   | 守備                   | 選手                   | 打席                   | M・フリードT・ダーノーF・フリーマンO・アルビーズA・ライリーD・スワンソンE・ロザリオA・デュバルJ・ピーダーソン |
| 1                        | 右                       | M・ベッツ                | 右                       | C・クネイブルW・D・スミスA・プホルスT・ターナーJ・ターナーC・シーガーA・ポロックC・テイラーM・ベッツ | 1                      | 左                     | E・ロザリオ            | 左                     | M・フリードT・ダーノーF・フリーマンO・アルビーズA・ライリーD・スワンソンE・ロザリオA・デュバルJ・ピーダーソン |
| 2                        | 二                       | T・ターナー              | 右                       | C・クネイブルW・D・スミスA・プホルスT・ターナーJ・ターナーC・シーガーA・ポロックC・テイラーM・ベッツ | 2                      | 一                     | F・フリーマン          | 左                     | M・フリードT・ダーノーF・フリーマンO・アルビーズA・ライリーD・スワンソンE・ロザリオA・デュバルJ・ピーダーソン |
| 3                        | 遊                       | C・シーガー              | 左                       | C・クネイブルW・D・スミスA・プホルスT・ターナーJ・ターナーC・シーガーA・ポロックC・テイラーM・ベッツ | 3                      | 二                     | O・アルビーズ          | 両                     | M・フリードT・ダーノーF・フリーマンO・アルビーズA・ライリーD・スワンソンE・ロザリオA・デュバルJ・ピーダーソン |
| 4                        | 三                       | J・ターナー              | 右                       | C・クネイブルW・D・スミスA・プホルスT・ターナーJ・ターナーC・シーガーA・ポロックC・テイラーM・ベッツ | 4                      | 三                     | A・ライリー            | 右                     | M・フリードT・ダーノーF・フリーマンO・アルビーズA・ライリーD・スワンソンE・ロザリオA・デュバルJ・ピーダーソン |
| 5                        | 捕                       | W・D・スミス             | 右                       | C・クネイブルW・D・スミスA・プホルスT・ターナーJ・ターナーC・シーガーA・ポロックC・テイラーM・ベッツ | 5                      | 右                     | J・ピーダーソン        | 左                     | M・フリードT・ダーノーF・フリーマンO・アルビーズA・ライリーD・スワンソンE・ロザリオA・デュバルJ・ピーダーソン |
| 6                        | 一                       | A・プホルス              | 右                       | C・クネイブルW・D・スミスA・プホルスT・ターナーJ・ターナーC・シーガーA・ポロックC・テイラーM・ベッツ | 6                      | 中                     | A・デュバル            | 右                     | M・フリードT・ダーノーF・フリーマンO・アルビーズA・ライリーD・スワンソンE・ロザリオA・デュバルJ・ピーダーソン |
| 7                        | 左                       | A・ポロック              | 右                       | C・クネイブルW・D・スミスA・プホルスT・ターナーJ・ターナーC・シーガーA・ポロックC・テイラーM・ベッツ | 7                      | 捕                     | T・ダーノー            | 右                     | M・フリードT・ダーノーF・フリーマンO・アルビーズA・ライリーD・スワンソンE・ロザリオA・デュバルJ・ピーダーソン |
| 8                        | 中                       | C・テイラー              | 右                       | C・クネイブルW・D・スミスA・プホルスT・ターナーJ・ターナーC・シーガーA・ポロックC・テイラーM・ベッツ | 8                      | 遊                     | D・スワンソン          | 右                     | M・フリードT・ダーノーF・フリーマンO・アルビーズA・ライリーD・スワンソンE・ロザリオA・デュバルJ・ピーダーソン |
| 9                        | 投                       | C・クネイブル            | 右                       | C・クネイブルW・D・スミスA・プホルスT・ターナーJ・ターナーC・シーガーA・ポロックC・テイラーM・ベッツ | 9                      | 投                     | M・フリード            | 左                     | M・フリードT・ダーノーF・フリーマンO・アルビーズA・ライリーD・スワンソンE・ロザリオA・デュバルJ・ピーダーソン |
| 先発投手                 | 先発投手                 | 先発投手                 | 投球                     | C・クネイブルW・D・スミスA・プホルスT・ターナーJ・ターナーC・シーガーA・ポロックC・テイラーM・ベッツ | 先発投手               | 先発投手               | 先発投手               | 投球                   | M・フリードT・ダーノーF・フリーマンO・アルビーズA・ライリーD・スワンソンE・ロザリオA・デュバルJ・ピーダーソン |
| C・クネイブル            | C・クネイブル            | C・クネイブル            | 右                       | C・クネイブルW・D・スミスA・プホルスT・ターナーJ・ターナーC・シーガーA・ポロックC・テイラーM・ベッツ | M・フリード            | M・フリード            | M・フリード            | 左                     | M・フリードT・ダーノーF・フリーマンO・アルビーズA・ライリーD・スワンソンE・ロザリオA・デュバルJ・ピーダーソン |

### 第2戦 10月17日
- トゥルーイスト・パーク（ジョージア州カンバーランド）

|                          | 1 | 2 | 3 | 4 | 5 | 6 | 7 | 8 | 9  | R | H  | E |
| ------------------------ | - | - | - | - | - | - | - | - | -- | - | -- | - |
| ロサンゼルス・ドジャース | 2 | 0 | 0 | 0 | 0 | 0 | 2 | 0 | 0  | 4 | 4  | 0 |
| アトランタ・ブレーブス   | 0 | 0 | 0 | 2 | 0 | 0 | 0 | 2 | 1x | 5 | 10 | 0 |

1. 勝利：ウィル・M・スミス（2勝）
2. 敗戦：ブルスダー・グラテロル（1敗）
3. 本塁打
LAD：コーリー・シーガー1号2ラン
ATL：ジョク・ピーダーソン1号2ラン
4. 審判
［球審］ジョーダン・ベイカー
［塁審］一塁: ジェームズ・ホイ、二塁: マーク・カールソン、三塁: ランス・バークスデイル
［外審］左翼: トッド・ティチェナー、右翼: トリップ・ギブソン
5. 試合開始時刻: 東部夏時間（UTC-4）午後7時38分  試合時間: 3時間56分  観客: 4万1873人  気温: 56°F（13.3°C）
詳細: MLB.com Gameday / ESPN.com / Baseball-Reference.com / FanGraphs

| ロサンゼルス・ドジャース | ロサンゼルス・ドジャース | ロサンゼルス・ドジャース | ロサンゼルス・ドジャース | ロサンゼルス・ドジャース                                                                                    | アトランタ・ブレーブス | アトランタ・ブレーブス | アトランタ・ブレーブス | アトランタ・ブレーブス | アトランタ・ブレーブス                                                                                            |
| ------------------------ | ------------------------ | ------------------------ | ------------------------ | --- | ---------------------- | ---------------------- | ---------------------- | ---------------------- | --- |
| 打順                     | 守備                     | 選手                     | 打席                     | M・シャーザーW・D・スミスC・ベリン · ジャーT・ターナーC・テイラーC・シーガーA・ポロックG・ラックスM・ベッツ | 打順                   | 守備                   | 選手                   | 打席                   | I・アンダーソンT・ダーノーF・フリーマンO・アルビーズA・ライリーD・スワンソンE・ロザリオA・デュバルJ・ピーダーソン |
| 1                        | 右                       | M・ベッツ                | 右                       | M・シャーザーW・D・スミスC・ベリン · ジャーT・ターナーC・テイラーC・シーガーA・ポロックG・ラックスM・ベッツ | 1                      | 左                     | E・ロザリオ            | 左                     | I・アンダーソンT・ダーノーF・フリーマンO・アルビーズA・ライリーD・スワンソンE・ロザリオA・デュバルJ・ピーダーソン |
| 2                        | 遊                       | C・シーガー              | 左                       | M・シャーザーW・D・スミスC・ベリン · ジャーT・ターナーC・テイラーC・シーガーA・ポロックG・ラックスM・ベッツ | 2                      | 一                     | F・フリーマン          | 左                     | I・アンダーソンT・ダーノーF・フリーマンO・アルビーズA・ライリーD・スワンソンE・ロザリオA・デュバルJ・ピーダーソン |
| 3                        | 二                       | T・ターナー              | 右                       | M・シャーザーW・D・スミスC・ベリン · ジャーT・ターナーC・テイラーC・シーガーA・ポロックG・ラックスM・ベッツ | 3                      | 二                     | O・アルビーズ          | 両                     | I・アンダーソンT・ダーノーF・フリーマンO・アルビーズA・ライリーD・スワンソンE・ロザリオA・デュバルJ・ピーダーソン |
| 4                        | 捕                       | W・D・スミス             | 右                       | M・シャーザーW・D・スミスC・ベリン · ジャーT・ターナーC・テイラーC・シーガーA・ポロックG・ラックスM・ベッツ | 4                      | 三                     | A・ライリー            | 右                     | I・アンダーソンT・ダーノーF・フリーマンO・アルビーズA・ライリーD・スワンソンE・ロザリオA・デュバルJ・ピーダーソン |
| 5                        | 中                       | G・ラックス              | 左                       | M・シャーザーW・D・スミスC・ベリン · ジャーT・ターナーC・テイラーC・シーガーA・ポロックG・ラックスM・ベッツ | 5                      | 右                     | J・ピーダーソン        | 左                     | I・アンダーソンT・ダーノーF・フリーマンO・アルビーズA・ライリーD・スワンソンE・ロザリオA・デュバルJ・ピーダーソン |
| 6                        | 三                       | C・テイラー              | 右                       | M・シャーザーW・D・スミスC・ベリン · ジャーT・ターナーC・テイラーC・シーガーA・ポロックG・ラックスM・ベッツ | 6                      | 中                     | A・デュバル            | 右                     | I・アンダーソンT・ダーノーF・フリーマンO・アルビーズA・ライリーD・スワンソンE・ロザリオA・デュバルJ・ピーダーソン |
| 7                        | 一                       | C・ベリンジャー          | 左                       | M・シャーザーW・D・スミスC・ベリン · ジャーT・ターナーC・テイラーC・シーガーA・ポロックG・ラックスM・ベッツ | 7                      | 捕                     | T・ダーノー            | 右                     | I・アンダーソンT・ダーノーF・フリーマンO・アルビーズA・ライリーD・スワンソンE・ロザリオA・デュバルJ・ピーダーソン |
| 8                        | 左                       | A・ポロック              | 右                       | M・シャーザーW・D・スミスC・ベリン · ジャーT・ターナーC・テイラーC・シーガーA・ポロックG・ラックスM・ベッツ | 8                      | 遊                     | D・スワンソン          | 右                     | I・アンダーソンT・ダーノーF・フリーマンO・アルビーズA・ライリーD・スワンソンE・ロザリオA・デュバルJ・ピーダーソン |
| 9                        | 投                       | M・シャーザー            | 右                       | M・シャーザーW・D・スミスC・ベリン · ジャーT・ターナーC・テイラーC・シーガーA・ポロックG・ラックスM・ベッツ | 9                      | 投                     | I・アンダーソン        | 右                     | I・アンダーソンT・ダーノーF・フリーマンO・アルビーズA・ライリーD・スワンソンE・ロザリオA・デュバルJ・ピーダーソン |
| 先発投手                 | 先発投手                 | 先発投手                 | 投球                     | M・シャーザーW・D・スミスC・ベリン · ジャーT・ターナーC・テイラーC・シーガーA・ポロックG・ラックスM・ベッツ | 先発投手               | 先発投手               | 先発投手               | 投球                   | I・アンダーソンT・ダーノーF・フリーマンO・アルビーズA・ライリーD・スワンソンE・ロザリオA・デュバルJ・ピーダーソン |
| M・シャーザー            | M・シャーザー            | M・シャーザー            | 右                       | M・シャーザーW・D・スミスC・ベリン · ジャーT・ターナーC・テイラーC・シーガーA・ポロックG・ラックスM・ベッツ | I・アンダーソン        | I・アンダーソン        | I・アンダーソン        | 右                     | I・アンダーソンT・ダーノーF・フリーマンO・アルビーズA・ライリーD・スワンソンE・ロザリオA・デュバルJ・ピーダーソン |

### 第3戦 10月19日
- ドジャー・スタジアム（カリフォルニア州ロサンゼルス）

|                          | 1 | 2 | 3 | 4 | 5 | 6 | 7 | 8 | 9 | R | H  | E |
| ------------------------ | - | - | - | - | - | - | - | - | - | - | -- | - |
| アトランタ・ブレーブス   | 0 | 0 | 0 | 4 | 1 | 0 | 0 | 0 | 0 | 5 | 12 | 0 |
| ロサンゼルス・ドジャース | 2 | 0 | 0 | 0 | 0 | 0 | 0 | 4 | X | 6 | 10 | 0 |

1. 勝利：トニー・ゴンソリン（1勝）
2. セーブ：ケンリー・ジャンセン（1S）
3. 敗戦：ルーク・ジャクソン（1敗）
4. 本塁打
LAD：コーリー・シーガー2号2ラン、コディ・ベリンジャー1号3ラン
5. 審判
［球審］ジェリー・ミールズ
［塁審］一塁: マーク・カールソン、二塁: ランス・バークスデイル、三塁: トッド・ティチェナー
［外審］左翼: トリップ・ギブソン、右翼: ジョーダン・ベイカー
6. 試合開始時刻: 太平洋夏時間（UTC-7）午後2時8分  試合時間: 4時間14分  観客: 5万1307人  気温: 72°F（22.2°C）
詳細: MLB.com Gameday / ESPN.com / Baseball-Reference.com / FanGraphs

| アトランタ・ブレーブス | アトランタ・ブレーブス | アトランタ・ブレーブス | アトランタ・ブレーブス | アトランタ・ブレーブス                                                                                        | ロサンゼルス・ドジャース | ロサンゼルス・ドジャース | ロサンゼルス・ドジャース | ロサンゼルス・ドジャース | ロサンゼルス・ドジャース                                                                                    |
| ---------------------- | ---------------------- | ---------------------- | ---------------------- | --- | ------------------------ | ------------------------ | ------------------------ | ------------------------ | --- |
| 打順                   | 守備                   | 選手                   | 打席                   | C・モートンT・ダーノーF・フリーマンO・アルビーズA・ライリーD・スワンソンE・ロザリオA・デュバルJ・ピーダーソン | 打順                     | 守備                     | 選手                     | 打席                     | W・ビューラーW・D・スミスC・ベリン · ジャーT・ターナーJ・ターナーC・シーガーC・テイラーG・ラックスM・ベッツ |
| 1                      | 左                     | E・ロザリオ            | 左                     | C・モートンT・ダーノーF・フリーマンO・アルビーズA・ライリーD・スワンソンE・ロザリオA・デュバルJ・ピーダーソン | 1                        | 右                       | M・ベッツ                | 右                       | W・ビューラーW・D・スミスC・ベリン · ジャーT・ターナーJ・ターナーC・シーガーC・テイラーG・ラックスM・ベッツ |
| 2                      | 一                     | F・フリーマン          | 左                     | C・モートンT・ダーノーF・フリーマンO・アルビーズA・ライリーD・スワンソンE・ロザリオA・デュバルJ・ピーダーソン | 2                        | 遊                       | C・シーガー              | 左                       | W・ビューラーW・D・スミスC・ベリン · ジャーT・ターナーJ・ターナーC・シーガーC・テイラーG・ラックスM・ベッツ |
| 3                      | 二                     | O・アルビーズ          | 両                     | C・モートンT・ダーノーF・フリーマンO・アルビーズA・ライリーD・スワンソンE・ロザリオA・デュバルJ・ピーダーソン | 3                        | 二                       | T・ターナー              | 右                       | W・ビューラーW・D・スミスC・ベリン · ジャーT・ターナーJ・ターナーC・シーガーC・テイラーG・ラックスM・ベッツ |
| 4                      | 三                     | A・ライリー            | 右                     | C・モートンT・ダーノーF・フリーマンO・アルビーズA・ライリーD・スワンソンE・ロザリオA・デュバルJ・ピーダーソン | 4                        | 捕                       | W・D・スミス             | 右                       | W・ビューラーW・D・スミスC・ベリン · ジャーT・ターナーJ・ターナーC・シーガーC・テイラーG・ラックスM・ベッツ |
| 5                      | 右                     | J・ピーダーソン        | 左                     | C・モートンT・ダーノーF・フリーマンO・アルビーズA・ライリーD・スワンソンE・ロザリオA・デュバルJ・ピーダーソン | 5                        | 三                       | J・ターナー              | 右                       | W・ビューラーW・D・スミスC・ベリン · ジャーT・ターナーJ・ターナーC・シーガーC・テイラーG・ラックスM・ベッツ |
| 6                      | 中                     | A・デュバル            | 右                     | C・モートンT・ダーノーF・フリーマンO・アルビーズA・ライリーD・スワンソンE・ロザリオA・デュバルJ・ピーダーソン | 6                        | 中                       | G・ラックス              | 左                       | W・ビューラーW・D・スミスC・ベリン · ジャーT・ターナーJ・ターナーC・シーガーC・テイラーG・ラックスM・ベッツ |
| 7                      | 捕                     | T・ダーノー            | 右                     | C・モートンT・ダーノーF・フリーマンO・アルビーズA・ライリーD・スワンソンE・ロザリオA・デュバルJ・ピーダーソン | 7                        | 一                       | C・ベリンジャー          | 左                       | W・ビューラーW・D・スミスC・ベリン · ジャーT・ターナーJ・ターナーC・シーガーC・テイラーG・ラックスM・ベッツ |
| 8                      | 遊                     | D・スワンソン          | 右                     | C・モートンT・ダーノーF・フリーマンO・アルビーズA・ライリーD・スワンソンE・ロザリオA・デュバルJ・ピーダーソン | 8                        | 左                       | C・テイラー              | 右                       | W・ビューラーW・D・スミスC・ベリン · ジャーT・ターナーJ・ターナーC・シーガーC・テイラーG・ラックスM・ベッツ |
| 9                      | 投                     | C・モートン            | 右                     | C・モートンT・ダーノーF・フリーマンO・アルビーズA・ライリーD・スワンソンE・ロザリオA・デュバルJ・ピーダーソン | 9                        | 投                       | W・ビューラー            | 右                       | W・ビューラーW・D・スミスC・ベリン · ジャーT・ターナーJ・ターナーC・シーガーC・テイラーG・ラックスM・ベッツ |
| 先発投手               | 先発投手               | 先発投手               | 投球                   | C・モートンT・ダーノーF・フリーマンO・アルビーズA・ライリーD・スワンソンE・ロザリオA・デュバルJ・ピーダーソン | 先発投手                 | 先発投手                 | 先発投手                 | 投球                     | W・ビューラーW・D・スミスC・ベリン · ジャーT・ターナーJ・ターナーC・シーガーC・テイラーG・ラックスM・ベッツ |
| C・モートン            | C・モートン            | C・モートン            | 右                     | C・モートンT・ダーノーF・フリーマンO・アルビーズA・ライリーD・スワンソンE・ロザリオA・デュバルJ・ピーダーソン | W・ビューラー            | W・ビューラー            | W・ビューラー            | 右                       | W・ビューラーW・D・スミスC・ベリン · ジャーT・ターナーJ・ターナーC・シーガーC・テイラーG・ラックスM・ベッツ |

### 第4戦 10月20日
- ドジャー・スタジアム（カリフォルニア州ロサンゼルス）

|                          | 1 | 2 | 3 | 4 | 5 | 6 | 7 | 8 | 9 | R | H  | E |
| ------------------------ | - | - | - | - | - | - | - | - | - | - | -- | - |
| アトランタ・ブレーブス   | 0 | 2 | 2 | 0 | 1 | 0 | 0 | 0 | 4 | 9 | 12 | 0 |
| ロサンゼルス・ドジャース | 0 | 0 | 0 | 0 | 2 | 0 | 0 | 0 | 0 | 2 | 4  | 1 |

1. 勝利：ドリュー・スマイリー（1勝）
2. 敗戦：フリオ・ウリアス（1敗）
3. 本塁打
ATL：エディ・ロザリオ1号ソロ・2号3ラン、アダム・デュバル1号ソロ、フレディ・フリーマン1号ソロ
4. 審判
［球審］ジェームズ・ホイ
［塁審］一塁: ランス・バークスデイル、二塁: トッド・ティチェナー、三塁: トリップ・ギブソン
［外審］左翼: ジョーダン・ベイカー、右翼: ジェリー・ミールズ
5. 試合開始時刻: 太平洋夏時間（UTC-7）午後5時10分  試合時間: 3時間24分  観客: 5万3025人  気温: 66°F（18.8°C）
詳細: MLB.com Gameday / ESPN.com / Baseball-Reference.com / FanGraphs

| アトランタ・ブレーブス | アトランタ・ブレーブス | アトランタ・ブレーブス | アトランタ・ブレーブス | アトランタ・ブレーブス                                                                                        | ロサンゼルス・ドジャース | ロサンゼルス・ドジャース | ロサンゼルス・ドジャース | ロサンゼルス・ドジャース | ロサンゼルス・ドジャース                                                                                  |
| ---------------------- | ---------------------- | ---------------------- | ---------------------- | --- | ------------------------ | ------------------------ | ------------------------ | ------------------------ | --- |
| 打順                   | 守備                   | 選手                   | 打席                   | J・チャベスT・ダーノーF・フリーマンO・アルビーズA・ライリーD・スワンソンE・ロザリオA・デュバルJ・ピーダーソン | 打順                     | 守備                     | 選手                     | 打席                     | J・ウリアスW・D・スミスC・ベリン · ジャーT・ターナーJ・ターナーC・シーガーC・テイラーG・ラックスM・ベッツ |
| 1                      | 遊                     | D・スワンソン          | 右                     | J・チャベスT・ダーノーF・フリーマンO・アルビーズA・ライリーD・スワンソンE・ロザリオA・デュバルJ・ピーダーソン | 1                        | 右                       | M・ベッツ                | 右                       | J・ウリアスW・D・スミスC・ベリン · ジャーT・ターナーJ・ターナーC・シーガーC・テイラーG・ラックスM・ベッツ |
| 2                      | 一                     | F・フリーマン          | 左                     | J・チャベスT・ダーノーF・フリーマンO・アルビーズA・ライリーD・スワンソンE・ロザリオA・デュバルJ・ピーダーソン | 2                        | 遊                       | C・シーガー              | 左                       | J・ウリアスW・D・スミスC・ベリン · ジャーT・ターナーJ・ターナーC・シーガーC・テイラーG・ラックスM・ベッツ |
| 3                      | 二                     | O・アルビーズ          | 両                     | J・チャベスT・ダーノーF・フリーマンO・アルビーズA・ライリーD・スワンソンE・ロザリオA・デュバルJ・ピーダーソン | 3                        | 二                       | T・ターナー              | 右                       | J・ウリアスW・D・スミスC・ベリン · ジャーT・ターナーJ・ターナーC・シーガーC・テイラーG・ラックスM・ベッツ |
| 4                      | 三                     | A・ライリー            | 右                     | J・チャベスT・ダーノーF・フリーマンO・アルビーズA・ライリーD・スワンソンE・ロザリオA・デュバルJ・ピーダーソン | 4                        | 捕                       | W・D・スミス             | 右                       | J・ウリアスW・D・スミスC・ベリン · ジャーT・ターナーJ・ターナーC・シーガーC・テイラーG・ラックスM・ベッツ |
| 5                      | 左                     | E・ロザリオ            | 左                     | J・チャベスT・ダーノーF・フリーマンO・アルビーズA・ライリーD・スワンソンE・ロザリオA・デュバルJ・ピーダーソン | 5                        | 中                       | G・ラックス              | 左                       | J・ウリアスW・D・スミスC・ベリン · ジャーT・ターナーJ・ターナーC・シーガーC・テイラーG・ラックスM・ベッツ |
| 6                      | 中                     | A・デュバル            | 右                     | J・チャベスT・ダーノーF・フリーマンO・アルビーズA・ライリーD・スワンソンE・ロザリオA・デュバルJ・ピーダーソン | 6                        | 三                       | J・ターナー              | 右                       | J・ウリアスW・D・スミスC・ベリン · ジャーT・ターナーJ・ターナーC・シーガーC・テイラーG・ラックスM・ベッツ |
| 7                      | 右                     | J・ピーダーソン        | 左                     | J・チャベスT・ダーノーF・フリーマンO・アルビーズA・ライリーD・スワンソンE・ロザリオA・デュバルJ・ピーダーソン | 7                        | 一                       | C・ベリンジャー          | 左                       | J・ウリアスW・D・スミスC・ベリン · ジャーT・ターナーJ・ターナーC・シーガーC・テイラーG・ラックスM・ベッツ |
| 8                      | 捕                     | T・ダーノー            | 右                     | J・チャベスT・ダーノーF・フリーマンO・アルビーズA・ライリーD・スワンソンE・ロザリオA・デュバルJ・ピーダーソン | 8                        | 左                       | C・テイラー              | 右                       | J・ウリアスW・D・スミスC・ベリン · ジャーT・ターナーJ・ターナーC・シーガーC・テイラーG・ラックスM・ベッツ |
| 9                      | 投                     | J・チャベス            | 右                     | J・チャベスT・ダーノーF・フリーマンO・アルビーズA・ライリーD・スワンソンE・ロザリオA・デュバルJ・ピーダーソン | 9                        | 投                       | J・ウリアス              | 左                       | J・ウリアスW・D・スミスC・ベリン · ジャーT・ターナーJ・ターナーC・シーガーC・テイラーG・ラックスM・ベッツ |
| 先発投手               | 先発投手               | 先発投手               | 投球                   | J・チャベスT・ダーノーF・フリーマンO・アルビーズA・ライリーD・スワンソンE・ロザリオA・デュバルJ・ピーダーソン | 先発投手                 | 先発投手                 | 先発投手                 | 投球                     | J・ウリアスW・D・スミスC・ベリン · ジャーT・ターナーJ・ターナーC・シーガーC・テイラーG・ラックスM・ベッツ |
| J・チャベス            | J・チャベス            | J・チャベス            | 右                     | J・チャベスT・ダーノーF・フリーマンO・アルビーズA・ライリーD・スワンソンE・ロザリオA・デュバルJ・ピーダーソン | J・ウリアス              | J・ウリアス              | J・ウリアス              | 左                       | J・ウリアスW・D・スミスC・ベリン · ジャーT・ターナーJ・ターナーC・シーガーC・テイラーG・ラックスM・ベッツ |

### 第5戦 10月21日
- ドジャー・スタジアム（カリフォルニア州ロサンゼルス）

|                          | 1 | 2 | 3 | 4 | 5 | 6 | 7 | 8 | 9 | R  | H  | E |
| ------------------------ | - | - | - | - | - | - | - | - | - | -- | -- | - |
| アトランタ・ブレーブス   | 2 | 0 | 0 | 0 | 0 | 0 | 0 | 0 | 0 | 2  | 5  | 0 |
| ロサンゼルス・ドジャース | 0 | 3 | 1 | 0 | 2 | 0 | 1 | 4 | X | 11 | 17 | 0 |

1. 勝利：エバン・フィリップス（1勝）
2. 敗戦：マックス・フリード（1敗）
3. 本塁打
ATL：フレディ・フリーマン2号2ラン
LAD：A.J.ポロック1号ソロ・2号3ラン、クリス・テイラー1号2ラン・2号2ラン・3号ソロ
4. 審判
［球審］マーク・カールソン
［塁審］一塁: トッド・ティチェナー、二塁: トリップ・ギブソン、三塁: ジョーダン・ベイカー
［外審］左翼: ジェリー・ミールズ、右翼: ジェームズ・ホイ
5. 試合開始時刻: 太平洋夏時間（UTC-7）午後5時8分  試合時間: 3時間33分  観客: 5万1363人  気温: 72°F（22.2°C）
詳細: MLB.com Gameday / ESPN.com / Baseball-Reference.com / FanGraphs

| アトランタ・ブレーブス | アトランタ・ブレーブス | アトランタ・ブレーブス | アトランタ・ブレーブス | アトランタ・ブレーブス                                                                                        | ロサンゼルス・ドジャース | ロサンゼルス・ドジャース | ロサンゼルス・ドジャース | ロサンゼルス・ドジャース | ロサンゼルス・ドジャース                                                                             |
| ---------------------- | ---------------------- | ---------------------- | ---------------------- | --- | ------------------------ | ------------------------ | ------------------------ | ------------------------ | --- |
| 打順                   | 守備                   | 選手                   | 打席                   | M・フリードT・ダーノーF・フリーマンO・アルビーズA・ライリーD・スワンソンE・ロザリオA・デュバルJ・ピーダーソン | 打順                     | 守備                     | 選手                     | 打席                     | J・ケリーW・D・スミスA・プホルスT・ターナーC・テイラーC・シーガーA・ポロックC・ベリンジャーM・ベッツ |
| 1                      | 左                     | E・ロザリオ            | 左                     | M・フリードT・ダーノーF・フリーマンO・アルビーズA・ライリーD・スワンソンE・ロザリオA・デュバルJ・ピーダーソン | 1                        | 右                       | M・ベッツ                | 右                       | J・ケリーW・D・スミスA・プホルスT・ターナーC・テイラーC・シーガーA・ポロックC・ベリンジャーM・ベッツ |
| 2                      | 二                     | O・アルビーズ          | 両                     | M・フリードT・ダーノーF・フリーマンO・アルビーズA・ライリーD・スワンソンE・ロザリオA・デュバルJ・ピーダーソン | 2                        | 二                       | T・ターナー              | 右                       | J・ケリーW・D・スミスA・プホルスT・ターナーC・テイラーC・シーガーA・ポロックC・ベリンジャーM・ベッツ |
| 3                      | 一                     | F・フリーマン          | 左                     | M・フリードT・ダーノーF・フリーマンO・アルビーズA・ライリーD・スワンソンE・ロザリオA・デュバルJ・ピーダーソン | 3                        | 遊                       | C・シーガー              | 左                       | J・ケリーW・D・スミスA・プホルスT・ターナーC・テイラーC・シーガーA・ポロックC・ベリンジャーM・ベッツ |
| 4                      | 三                     | A・ライリー            | 右                     | M・フリードT・ダーノーF・フリーマンO・アルビーズA・ライリーD・スワンソンE・ロザリオA・デュバルJ・ピーダーソン | 4                        | 捕                       | W・D・スミス             | 右                       | J・ケリーW・D・スミスA・プホルスT・ターナーC・テイラーC・シーガーA・ポロックC・ベリンジャーM・ベッツ |
| 5                      | 中                     | A・デュバル            | 右                     | M・フリードT・ダーノーF・フリーマンO・アルビーズA・ライリーD・スワンソンE・ロザリオA・デュバルJ・ピーダーソン | 5                        | 左                       | A・ポロック              | 右                       | J・ケリーW・D・スミスA・プホルスT・ターナーC・テイラーC・シーガーA・ポロックC・ベリンジャーM・ベッツ |
| 6                      | 右                     | J・ピーダーソン        | 左                     | M・フリードT・ダーノーF・フリーマンO・アルビーズA・ライリーD・スワンソンE・ロザリオA・デュバルJ・ピーダーソン | 6                        | 一                       | A・プホルス              | 右                       | J・ケリーW・D・スミスA・プホルスT・ターナーC・テイラーC・シーガーA・ポロックC・ベリンジャーM・ベッツ |
| 7                      | 遊                     | D・スワンソン          | 右                     | M・フリードT・ダーノーF・フリーマンO・アルビーズA・ライリーD・スワンソンE・ロザリオA・デュバルJ・ピーダーソン | 7                        | 三                       | C・テイラー              | 右                       | J・ケリーW・D・スミスA・プホルスT・ターナーC・テイラーC・シーガーA・ポロックC・ベリンジャーM・ベッツ |
| 8                      | 捕                     | T・ダーノー            | 右                     | M・フリードT・ダーノーF・フリーマンO・アルビーズA・ライリーD・スワンソンE・ロザリオA・デュバルJ・ピーダーソン | 8                        | 中                       | C・ベリンジャー          | 左                       | J・ケリーW・D・スミスA・プホルスT・ターナーC・テイラーC・シーガーA・ポロックC・ベリンジャーM・ベッツ |
| 9                      | 投                     | M・フリード            | 左                     | M・フリードT・ダーノーF・フリーマンO・アルビーズA・ライリーD・スワンソンE・ロザリオA・デュバルJ・ピーダーソン | 9                        | 投                       | J・ケリー                | 右                       | J・ケリーW・D・スミスA・プホルスT・ターナーC・テイラーC・シーガーA・ポロックC・ベリンジャーM・ベッツ |
| 先発投手               | 先発投手               | 先発投手               | 投球                   | M・フリードT・ダーノーF・フリーマンO・アルビーズA・ライリーD・スワンソンE・ロザリオA・デュバルJ・ピーダーソン | 先発投手                 | 先発投手                 | 先発投手                 | 投球                     | J・ケリーW・D・スミスA・プホルスT・ターナーC・テイラーC・シーガーA・ポロックC・ベリンジャーM・ベッツ |
| M・フリード            | M・フリード            | M・フリード            | 左                     | M・フリードT・ダーノーF・フリーマンO・アルビーズA・ライリーD・スワンソンE・ロザリオA・デュバルJ・ピーダーソン | J・ケリー                | J・ケリー                | J・ケリー                | 右                       | J・ケリーW・D・スミスA・プホルスT・ターナーC・テイラーC・シーガーA・ポロックC・ベリンジャーM・ベッツ |

### 第6戦 10月23日
- トゥルーイスト・パーク（ジョージア州カンバーランド）

|                          | 1 | 2 | 3 | 4 | 5 | 6 | 7 | 8 | 9 | R | H | E |
| ------------------------ | - | - | - | - | - | - | - | - | - | - | - | - |
| ロサンゼルス・ドジャース | 0 | 0 | 0 | 1 | 0 | 0 | 1 | 0 | 0 | 2 | 5 | 0 |
| アトランタ・ブレーブス   | 1 | 0 | 0 | 3 | 0 | 0 | 0 | 0 | X | 4 | 9 | 0 |

1. 勝利：タイラー・マツェック（1勝）
2. セーブ：ウィル・M・スミス（2勝1S）
3. 敗戦：ウォーカー・ビューラー（1敗）
4. 本塁打
ATL：エディ・ロザリオ3号3ラン
5. 審判
［球審］ランス・バークスデイル
［塁審］一塁: トリップ・ギブソン、二塁: ジョーダン・ベイカー、三塁: ジェリー・ミールズ
［外審］左翼: ジェームズ・ホイ、右翼: マーク・カールソン
6. 試合開始時刻: 東部夏時間（UTC-4）午後8時9分  試合時間: 3時間32分  観客: 4万3060人  気温: 60°F（15.6°C）
詳細: MLB.com Gameday / ESPN.com / Baseball-Reference.com / FanGraphs

| ロサンゼルス・ドジャース | ロサンゼルス・ドジャース | ロサンゼルス・ドジャース | ロサンゼルス・ドジャース | ロサンゼルス・ドジャース                                                                                 | アトランタ・ブレーブス | アトランタ・ブレーブス | アトランタ・ブレーブス | アトランタ・ブレーブス | アトランタ・ブレーブス                                                                                            |
| ------------------------ | ------------------------ | ------------------------ | ------------------------ | --- | ---------------------- | ---------------------- | ---------------------- | ---------------------- | --- |
| 打順                     | 守備                     | 選手                     | 打席                     | W・ビューラーW・D・スミスM・ベイティT・ターナーC・テイラーC・シーガーA・ポロックC・ベリンジャーM・ベッツ | 打順                   | 守備                   | 選手                   | 打席                   | I・アンダーソンT・ダーノーF・フリーマンO・アルビーズA・ライリーD・スワンソンE・ロザリオA・デュバルJ・ピーダーソン |
| 1                        | 右                       | M・ベッツ                | 右                       | W・ビューラーW・D・スミスM・ベイティT・ターナーC・テイラーC・シーガーA・ポロックC・ベリンジャーM・ベッツ | 1                      | 左                     | E・ロザリオ            | 左                     | I・アンダーソンT・ダーノーF・フリーマンO・アルビーズA・ライリーD・スワンソンE・ロザリオA・デュバルJ・ピーダーソン |
| 2                        | 遊                       | C・シーガー              | 左                       | W・ビューラーW・D・スミスM・ベイティT・ターナーC・テイラーC・シーガーA・ポロックC・ベリンジャーM・ベッツ | 2                      | 一                     | F・フリーマン          | 左                     | I・アンダーソンT・ダーノーF・フリーマンO・アルビーズA・ライリーD・スワンソンE・ロザリオA・デュバルJ・ピーダーソン |
| 3                        | 二                       | T・ターナー              | 右                       | W・ビューラーW・D・スミスM・ベイティT・ターナーC・テイラーC・シーガーA・ポロックC・ベリンジャーM・ベッツ | 3                      | 二                     | O・アルビーズ          | 両                     | I・アンダーソンT・ダーノーF・フリーマンO・アルビーズA・ライリーD・スワンソンE・ロザリオA・デュバルJ・ピーダーソン |
| 4                        | 捕                       | W・D・スミス             | 右                       | W・ビューラーW・D・スミスM・ベイティT・ターナーC・テイラーC・シーガーA・ポロックC・ベリンジャーM・ベッツ | 4                      | 三                     | A・ライリー            | 右                     | I・アンダーソンT・ダーノーF・フリーマンO・アルビーズA・ライリーD・スワンソンE・ロザリオA・デュバルJ・ピーダーソン |
| 5                        | 三                       | C・テイラー              | 右                       | W・ビューラーW・D・スミスM・ベイティT・ターナーC・テイラーC・シーガーA・ポロックC・ベリンジャーM・ベッツ | 5                      | 中                     | A・デュバル            | 右                     | I・アンダーソンT・ダーノーF・フリーマンO・アルビーズA・ライリーD・スワンソンE・ロザリオA・デュバルJ・ピーダーソン |
| 6                        | 中                       | C・ベリンジャー          | 左                       | W・ビューラーW・D・スミスM・ベイティT・ターナーC・テイラーC・シーガーA・ポロックC・ベリンジャーM・ベッツ | 6                      | 右                     | J・ピーダーソン        | 左                     | I・アンダーソンT・ダーノーF・フリーマンO・アルビーズA・ライリーD・スワンソンE・ロザリオA・デュバルJ・ピーダーソン |
| 7                        | 左                       | A・ポロック              | 右                       | W・ビューラーW・D・スミスM・ベイティT・ターナーC・テイラーC・シーガーA・ポロックC・ベリンジャーM・ベッツ | 7                      | 遊                     | D・スワンソン          | 右                     | I・アンダーソンT・ダーノーF・フリーマンO・アルビーズA・ライリーD・スワンソンE・ロザリオA・デュバルJ・ピーダーソン |
| 8                        | 一                       | M・ベイティ              | 左                       | W・ビューラーW・D・スミスM・ベイティT・ターナーC・テイラーC・シーガーA・ポロックC・ベリンジャーM・ベッツ | 8                      | 捕                     | T・ダーノー            | 右                     | I・アンダーソンT・ダーノーF・フリーマンO・アルビーズA・ライリーD・スワンソンE・ロザリオA・デュバルJ・ピーダーソン |
| 9                        | 投                       | W・ビューラー            | 右                       | W・ビューラーW・D・スミスM・ベイティT・ターナーC・テイラーC・シーガーA・ポロックC・ベリンジャーM・ベッツ | 9                      | 投                     | I・アンダーソン        | 右                     | I・アンダーソンT・ダーノーF・フリーマンO・アルビーズA・ライリーD・スワンソンE・ロザリオA・デュバルJ・ピーダーソン |
| 先発投手                 | 先発投手                 | 先発投手                 | 投球                     | W・ビューラーW・D・スミスM・ベイティT・ターナーC・テイラーC・シーガーA・ポロックC・ベリンジャーM・ベッツ | 先発投手               | 先発投手               | 先発投手               | 投球                   | I・アンダーソンT・ダーノーF・フリーマンO・アルビーズA・ライリーD・スワンソンE・ロザリオA・デュバルJ・ピーダーソン |
| W・ビューラー            | W・ビューラー            | W・ビューラー            | 右                       | W・ビューラーW・D・スミスM・ベイティT・ターナーC・テイラーC・シーガーA・ポロックC・ベリンジャーM・ベッツ | I・アンダーソン        | I・アンダーソン        | I・アンダーソン        | 右                     | I・アンダーソンT・ダーノーF・フリーマンO・アルビーズA・ライリーD・スワンソンE・ロザリオA・デュバルJ・ピーダーソン |